# Небукін Василь Іванович
Василь Іванович Небукін (1926, село Мордовське, тепер Вадського району Нижньогородської області, Російська Федерація — листопад 1989, місто Єнакієве Донецької області) — український радянський діяч, вальцювальник Єнакіївського металургійного заводу Донецької області. Герой Соціалістичної Праці (22.03.1966). Депутат Верховної Ради УРСР 7—10-го скликань.

## Біографія
Освіта середня спеціальна.
З 1941 року — комірник заготівельної контори Вадського району Горьковської області РРФСР.
У Червоній Армії з листопада 1943 року. Учасник німецько-радянської війни з травня 1944 року. Служив розвідником взводу піхотної розвідки 364-го стрілецького полку 139-ї стрілецької дивізії 2-го Білоруського фронту, лінійним наглядачем 855-ї окремої експлуатаційної телеграфної роти 2-го Білоруського фронту.
З 1952 року — підручний вальцювальника, вальцювальник, старший вальцювальник стану гарячої прокатки прокатного цеху № 2 Єнакіївського металургійного заводу Донецької області.
Член КПРС з 1953 року.

## Нагороди
- Герой Соціалістичної Праці (22.03.1966)
- орден Леніна (22.03.1966)
- орден Червоної Зірки (1944)
- орден Вітчизняної війни 1-го ст. (6.11.1985)
- ордени
- медалі
- почесний громадянин міста Єнакієве